# Jerup Station
Jerup Station er en dansk jernbanestation i byen Jerup, beliggende 28 km sydvest for Skagen og 13 km nordvest for Frederikshavn.
Jerup Station ligger på Skagensbanen mellem Skagen og Frederikshavn. Den åbnede i 1890, da Skagensbanen blev indviet. Den betjenes i dag af tog fra jernbaneselskabet Nordjyske Jernbaner, der kører hyppige lokaltog mellem Skagen og Frederikshavn.

## Trafik
Stationen betjenes af Nordjyske Jernbaner, der foruden Skagensbanen driver Hirtshalsbanen, Vendsysselbanen og Aalborg Nærbane. Så man kan fra Jerup køre til Skagen den ene vej og uden togskift helt til Skørping via Frederikshavn, Hjørring og Aalborg den anden vej.

## Historie
Ved banens åbning 24. juli 1890 var der i Jerup opført et vogterhus med ventesal. Der var læssespor, men først i 1899 blev der opført varehus og svinefold.
Inden Skagensbanen i 1924 skulle omlægges fra smalspor til normalspor, blev huset i 1922 ombygget og udvidet med en vinkelfløj, tegnet af arkitekt Ulrik Plesner, der også havde tegnet flere andre af banens stationsbygninger. Udbygningen mod nord stammer fra 1946. 
Efter ombygningen i 1924 fandtes både krydsningsspor og læssespor med siderampe. Ved spormoderniseringen i 1971 blev læssesporet blindspor med forbindelse til krydsningssporet i stationens nordende. Nu er læssesporet fjernet, så kun krydsningssporet er bevaret.
I 2007 blev stationen renoveret med nye perroner og et nyt venteskur. Den gamle stationsbygning på Søndergårdsvej 25 var solgt som privat bolig, men efter ejerens konkurs i 2014 var den i 2017 i forfald.